# Megalosporaceae
Megalosporaceae is een botanische naam voor een familie van korstmossen behorend tot de orde Teloschistales. Het typegeslacht is Megalospora.

## Geslachten
De familie bestaat uit de volgende drie geslachten:
- Megaloblastenia (2)
- Megalospora (81)
- Sipmaniella (1)